# Palais de justice de Tampere
Le palais de justice de Tampere (finnois : Tampereen oikeustalo) est situé dans le quartier de Tampella au centre de Tampere en Finlande,,.

## Présentation
Le palais de justice abrite le tribunal de district de Pirkanmaa et le bureau du procureur régional de Finlande occidentale,.
Le palais de justice actuel a été inauguré le 8 janvier 1996. 
Il réunit sous le même toit les unités du ministère de la Justice à Tampere, qui étaient auparavant situées dans des locaux loués à travers la ville.

## Architecture
Les locaux du palais de justice ont été construits dans les anciens halls d'usine de Tampella sur la rive Est des Tammerkoski. 
La réhabilitation a été conçue par les architectes Keijo Heiskanen et Matti Mastosalo,.
Le bâtiment principal du palais de justice est Pleikeri, une ancienne usine de blanchiment pour les usines de lin, conçue à l'origine par Bertel Strömmer en 1936.
Le palais de justice abrite également la partie la plus ancienne de l'usine de lin (1858) conçue par l'architecte Georg Theodor Chiewitz et le bâtiment Kelloportti (1891) conçu par l'ingénieur Johan Theodor Durchmann,,.
Le palais de justice fait partie du sites culturel construit d'intérêt national de Tammerkoski.